# Communauté de communes du Pays beaumontois
La communauté de communes du Pays beaumontois est une ancienne communauté de communes française, située dans le département de la Dordogne, en région Aquitaine.
Elle faisait partie du Pays du Grand Bergeracois.

## Historique
La communauté de communes du Pays beaumontois, créée le 18 décembre 1995 pour une prise d'effet au 1er janvier 1996, est issue du district du Pays beaumontois créé en mars 1991.
Au 1er janvier 2013, elle est dissoute et ses membres font désormais partie de la communauté de communes des Bastides Dordogne-Périgord nouvellement créée.

## Composition
Elle regroupait les douze communes du canton de Beaumont-du-Périgord, auxquelles s'ajoutait la commune de Molières :
1. Bayac
2. Beaumont-du-Périgord
3. Bourniquel
4. Labouquerie
5. Molières
6. Monsac
7. Montferrand-du-Périgord
8. Naussannes
9. Nojals-et-Clotte
10. Rampieux
11. Saint-Avit-Sénieur
12. Sainte-Croix
13. Sainte-Sabine-Born

## Administration
| Période                                  | Période       | Identité                   | Étiquette | Qualité                       |
| ---------------------------------------- | ------------- | -------------------------- | --------- | ----------------------------- |
| ?                                        | ?             | Testut                     |           |                               |
| ?                                        | ?             | Dominique Mortemousque     | UMP       | Maire de Nojals-et-Clotte     |
| ?                                        | avril 2008    | Mme Dominique David-Astier | -         | Maire de Beaumont-du-Périgord |
| avril 2008                               | décembre 2012 | José Daniel                | SE        | Maire de Molières             |
| Les données manquantes sont à compléter. |               |                            |           |                               |

## Compétences
- Action sociale
- Activités périscolaires
- Assainissement collectif
- Assainissement non collectif
- Collecte des déchets
- Constitution de réserves foncières
- Développement économique
- Environnement
- Équipements ou établissements culturels, socioculturels, socioéducatifs ou sportifs
- Nouvelles technologies de l'information et de la communication (NTIC) : Internet, câble
- Opération programmée d'amélioration de l'habitat (OPAH)
- Plans locaux d'urbanisme
- Tourisme
- Traitement des déchets
- Voirie
- Zones d'activités industrielle, commerciale, tertiaire, artisanale ou touristique
- Zones d'aménagement concerté (ZAC)

### Sources
- Le SPLAF (Site sur la Population et les Limites Administratives de la France)
- La base ASPIC de la Dordogne - (Accès des Services Publics aux Informations sur les Collectivités)